# Szynggystau
Szynggystau (kaz. Шыңғыстау жотасы, Szynggystau żotasy; ros. хребет Чингиз-Тау, chriebiet Czingiz-Tau) – pasmo górskie w zachodniej części Pogórza Kazachskiego, w północno-wschodnim Kazachstanie, rozciągające się na długości około 200 km. Najwyższy szczyt, Kosoba tauy, ma wysokość 1305 m n.p.m. 
Pogórze to zbudowane jest z paleozoicznych piaskowców, łupków, wapieni i porfirów. Zbocza są porośnięte roślinnością stepową. W dolinach występują lasy osikowo-brzozowe i zarośla wierzbowe.